# برق الليل (رواية)
برق الليل هي رواية ألفه الراوي البشير خريّف، تحمل الرواية «برق الليل» اسم بطلها وهي رواية تاريخية وهمية وفكاهية تدور أحداثه في تونس في القرن العاشر الهجري تحت حكم خير الدين بربروس. تم نشر الرواية عام 1961 في تونس عن دار التونسية للنشر.

## قصة الرواية
يصور المؤلف بشير خريف صوراً للحياة في تونس في ذلك الوقت. يروي الرواية قصة صبي زنجي اختطف بلا رحمة وبقسوة من ذراعي والدته من الغابة الأفريقية. تحول إلى عبد يباع ويشترى، ولكن على الرغم من الظلم الذي تعرض له، ظل إنسانًا بريئًا مفعما بالحياة يتمتع بشخصية رائعة وظريفة ذو مواقف غير متوقعة. فهو يتمتع أيضا بالفطنة والذكاء، وشغوف بالموسيقى والفن. وفي ذات يوم وصلت صوته العذب إلى مسامع امرأة جميلة التي تكتشفه فتقع بحبه. فكانت تسترق اليه النظر كل يوم حتى رآها وفتن بجمالها ووقع في حبها. ونتيجة لذلك، فقد التركيز على واجباته حتى طرده سيده، وتركه حراً وحيداً. ومن هنا، تبدأ مغامرات «برق الليل» مع تطور الأحداث ووصول «خير الدين بربروس» إلى تونس بهدف إنقاذ البلد وحمايتها. حيث ان المغزى الحقيقي من الرواية يتمحور نحو المجتمع التونسي خلال القرن العاشر للهجرة. فيصور البشير خريف نفاق المجتمع وفقدانه معنى الإنسانية وتعطشه للحروب وإراقة الدماء. يصور الرواية «برق الليل» فتى مسالم يحتقر العنف، يندفع دوماً نحو الايجابية، فهو يمثل رمز الحرية والتمرد.

## الناقد صلاح الدين بوجاه
يكتب الناقد والأكاديمي التونسي صلاح الدين بوجاه عن البشير خريف «تتميز كتاباته الروائية بأسلوب بسيط رائق منسجم مع مقتضى الحال، بل لعله الأقرب اليوم إلى السيناريو السينمائي بخصائصه الحديثة والمبتكرة».

## شخصيات الرواية[2]
الشخصيات الرئيسية للرواية:
- برق الليل
- ريم
- شعشوع الكراكجي
- السلطان الحسن الحفصي[2]